# Список істориків античності та медієвістики УРСР
У статті наведено перелік істориків антикознавців та медіавістів, які навчались або викладали в період Української Радянської Соціалістичної Республіки (1922-1991).

## Список
| Імя                                 | Роки активності | Тема дослідження | Місце роботи                            |
| ----------------------------------- | --------------- | --- | --------------------------------------- |
| Дмитрієв Олександр Дмитрович        | 1944-1964       | Кандидатська дисертація на тему «Історія революційного руху в Римській Галлії» Докторська дисертація на тему «Соціальний рух у Римській імперії у зв'язку зі вторгненням варварів».                                                                | Чернівецький університет                |
| Розенталь Микола Миколайович        | 1945-1960       | Кандидатська дисертація "Соціальні засади язичницької реакції імператора Юліана". | Одеський університет                    |
| Гольденберг Володимир Олександрович | 1947-1956       | Кандидатська дисертація: «Гражданская война в Риме в 69 году н. э.: (К вопросу о социальном содержании борьбы четырех императоров)». | Харківський університет                 |
| Черезов Євген Вікентійович          | 1948-1988       | Кандидатська дисертація "Грамоти захисту храмів Стародавнього царства Єгипту як історичне джерело". Докторська дисертація "Техніка сільського господарства стародавнього Єгипту".                                                                  | Чернівецький університет                |
| Головко Іван Данилович              | 1951-?          | Кандидатська дисертація: Римсько-Парсіанські політичні відносини в першому столітті до н.е | Одеський університет                    |
| Каришковський Петро Йосипович       | 1951-1988       | Кандидаська дисертація: «Політичні взаємини Візантії, Болгарії та Русі в 967—971 рр.». Докторську дисертація: «Монетна справа і грошовий обіг Ольвії (VI ст. до н. е. — IV ст. н. е.)».                                                            | Одеський університет                    |
| Сиротенко Василь Трохимович         | 1954-1998       | Кандидатська дисертація «Відносини з Візантією племен і народностей Північного Причорномор'я і Подунав'я у IV—VI ст.». Докторська дисертація «Міжнародні відносини в Європі у IV—VI ст.»                                                           | Дніпропетровський університет           |
| Патлажан Юхим Ізраїльович           | 1954-1990       | Кандидатська дисертація: Криза рабовласницького ладу в східній частині Римської імперії в останній третині IV ст. | Прикарпатський національний університет |
| Соколовський Олексій Хрисанфович    | 1954-1984       | Кандидаська дисертація на тему: Феодальна вотчина в Південній Сербії в тринадцятому-чотирнадцятому століттях. | Полтавський університет                 |
| Вейцківський Іван Іванович          | 1960-1977       | Кандидатська дисертація «Повстання рабів в Італії та Сицилії у ІІ—І ст. до н. е.». Докторська дисертація «Західне Середземномор'я у ІІІ ст. до н. е. (До історії міжнародних відносин в античному світі. 282–219 рр. до н. е.)».                   | Львівський університет                  |
| Жилінська Кіра Сергіївна            | 1966-1990       | Кандидатська дисертація на тему: Опозиція у війську Олександра Македонського. | Чернівецький університет                |
| Заборовський Ярослав Юрійович       | 1967-1999       | Кандидатська дисертація на тему: "Спроби вирішення аграрної кризи кінця 130-х рр. до.н.е в Республіканському Римі" | Прикарпатський Національний Університет |
| Чудіновських Емма Іллінічна         | 1967-1970       | Кандидатська дисертація на тему: Торгівля далматійських міст з Центральним і Східним Середземномор'ям в кінці XIII — першій половині XV ст. | Прикарпатський Національний Університет |
| Нємченко Ірина Вікторівна           | 1981-?          | Кандидатська дисертація: Політична думка Англії пізнього середньовіччя і раннього нового часу. | Одеський університет                    |
| Сорочан Сергій Борисович            | З 1982          | Кандидатська дисертація: Торгівля Херсонеса Таврійського в I в. до н. е. - V в. н. е. Докторська дисертація: Торгівля у Візантії IV-IX віків. Структура і організація механізмів обміну.                                                           | Харківський університет                 |
| Радзиховська Олена Олександрівна    | 1983-?          | Кандидатська дисертація: Арагоно-Каталонське королівство і Франція у II половині XIII - на початку XIV ст. | Одеський університет                    |
| Рудь Микола Олексійович             | З 1985          | Кандидатська дисертація: Генезис і соціально-економічний розвиток міст полабсько-прибалтійських словян у X-XII ст. | Київський університет                   |
| Крюков Віктор Григорович            | 1986-?          | Кандидатська дисертація: Відомості арабських географів IX-X ст. про країни і народи Західної, Центральної і Південно-Східної Європи. Докторська дисертація: Писемні джерела Арабського халіфату IX-X століть про етноісторичні процеси на Україні. | Луганський університет                  |
| Бандровський Олександр Генріхович   | 1987-?          | Кандидатська дисертація: Взамовідносини Римської імперії з племенами карпатського регіону у I-III століттях нашої ери. | Львівський університет                  |
| Ставнюк Віктор Володимирович        | з 1987          | Кандидатську дисертація на тему: «Суспільно-політична діяльність Фемістокла». Докторська дисертація на тему: «Становлення та еволюція афінського поліса (від занепаду ахейської цивілізації до реформ Ефіальта і Перікла)».                        | Київський університет                   |
| Масан Олександр Миколайович         | 1989-2015       | Кандидатська дисертація на тему: Місто в державі Тевтонського ордену в XIII - первой половине XV ст. | Чернівецький університет                |